# Конюшок, Сергей Александрович
Сергей Александрович Конюшок (род. 17 ноября 1983 года в Киеве, Украина) — украинский атлет и телеведущий, президент «Федерации стронгмена Украины». Заслуженный работник физической культуры и спорта Украины (2020).

## Биография
Сергей Конюшок родился в Киеве (Украина) 17 ноября 1983. Всегда увлекался спортом, в детстве посещал секции каратэ, плавание, туризма, метание молота и вольной борьбе. 1997 году увлекся «железным» спортом и начал тренировочную деятельность в силовых видах. У1999-2001 годах участвовал во многих городских и национальных соревнованиях по пауэрлифтингу. Любовь к «железу» повлияла на выбор образования — в 2001 году Конюшок поступил в Национальный университет физического воспитания и спорта Украины по специальности «силовые виды спорта», который закончил с красным дипломом. В 2006 окончил магистратуру того же вуза по специальности «Физиология спорта» (красный диплом).  За время обучения в вузе дважды становился ректорским стипендиатом и был удостоен премии председателя Киевского городского совета «За особый вклад в развитие науки». Сегодня кроме профессиональной спортивной карьеры, Сергей Конюшок тренирует многих звезд украинского шоу-бизнеса, а также занимается телевизионной деятельностью и научной работой. В 2006—2010 годах — он соискатель ученой степени «кандидат наук физического воспитания и спорта» (тема диссертации — «Влияние адаптогенов на показатели спортивной тренированности у тяжелоатлетов»). Сергей является руководителем и совладельцем сети фитнес клубов «Олимп» (Львов) (http://olimp-strong.com.ua/kolektyv-2/). Ведет активную общественную деятельность.

## Спортивная карьера. Пауэрлифтинг
Сергей Конюшок дебютировал в открытом чемпионате Киева по пауэрлифтингу в декабре 1999 года, где в весовой категории «до 82 кг» занял пятое место. В октябре 2000 года он стал бронзовым призером чемпионата Украины среди юношей, а в 2001 году вошел в состав юниорской сборной Украины по пауэрлифтингу; через 2 года Сергей Конюшок выполнил норматив «мастер спорта» и в это же время начинает тренировки в новом для себя виде спорта — силовом экстриме (программа Стронгмен). В 2005 году атлет выиграл Кубок Украины по пауэрлифтингу. Он также является неоднократным призером чемпионатов Украины. За время занятий пауэрлифтингом Конюшок установил рекорд Украины среди юниоров в становой тяге.

## Спортивная карьера. Strongman
С 2003 года Сергей Конюшок участвует в соревнованиях по силовому экстриму (Стронгмен). В 2007 году Сергей Конюшок устанавливает рекорд мира по стронгмен в упражнении лог-лифт. В 2009 году Сергей Конюшок устанавливает рекорд мира по стронгмену в упражнении «Фермерская прогулка» и выигрывает престижный международный турнир World Record Brakers. С 2009 года Сергей Конюшок сотрудничает с компанией Herbalife. Также, в 2010 году, становится вице — чемпионом турнира «Самый сильный человек Украины». В 2009—2010 годах при поддержке Herbalife в Киеве и Одессе было организовано 4 силовых шоу с участием Конюшка, в рамках которых атлет установил несколько рекордов, вошедших в Книгу Рекордов Украины . Всего богатырю принадлежит 15 рекордов Украины. В 2012 году Сергей Конюшок выигрывает чемпионат мира по стронгмену в весовой категории 110 кг . В 2015 году стал бронзовым призером на парном чемпионате Европы по стронгмену, который проходил 26 сентября 2015 в Мадриде, в рамках Arnold Classic. . В 2016 году Сергей установил новый национальный рекорд — сдвинул с места 12 джипов на один метр. Спортсмен уточнил, что вес джипов составила 28 тонн плюс пилорама, а также водители и пассажиры автомобиля. Общий вес цепочки составила 33 тонны 233 килограммов.

## Основные спортивные достижения
- 2000 бронзовый призёр чемпионата Украины по пауэрлифтингу среди юниоров
- 2005 победитель Кубка Украины по пауэрлифтингу
- 2008 бронзовый призёр чемпионата Украины «Богатырь года»
- 2009 бронзовый призёр чемпионата Украины «Богатырь года»
- 2009 победитель престижного международного турнира по стронгмену World Record Brakers
- 2010 серебряный призёр турнира «Стронг Киев Эридон»
- 2007—2016 установил 15 рекордов Украины
- 2012 чемпион мира до 110 кг по версии WSF[14]
- 2015 призер парного чемпионата Европы по стронгмену

## Телевизионная деятельность
Сергей Конюшок принимал участие в 4-х телевизионных проектах «Игры патриотов». Был ведущим утренней телепередачи «Фитнес с Конюшком» на телеканале ИНТЕР (Украина). С февраля 2010 года является ведущим фитнес-программы «Створи себе» (Создай себя), выходящей на украинском телеканале «Эра». Является генеральным продюсером спортивного теле-шоу «Богатирі стронгмен-шоу», которое выходит с 2013 года на общеукраинских телеканалах.